# Simonide de Céos
Pour les articles homonymes, voir Simonide (homonymie).
Œuvres principales
- épinicies (fragments)

Simonide (en grec ancien : Σιμωνίδης), né en 556 av. J.-C. à Céos et mort en 467 av. J.-C. à Agrigente, est un poète lyrique grec. Il fut attiré à Athènes par Hipparque, fils de Pisistrate, puis il fit un long séjour à la cour des Aleuades à Larissa, puis celle des Scopades à Crannon, en Thessalie.

## Biographie
Né à Ioulis dans l'île de Céos (Kéa), il débute sans doute comme maître de chœur ; il se rend à Athènes en 520 av. J.-C., probablement sur l'invitation du tyran Hipparque. Il y noue une amitié avec Thémistocle. Quand Hippias, le dernier des Pisistratides, est banni d’Athènes en 510 av. J.-C., Simonide se réfugie en Thessalie où il vit à la cour des princes, invité par les Aleuades, jusqu'à ce que tout le groupe périsse, écrasé sous l'effondrement du toit de leur salle de banquet ; la tradition veut que Simonide ait été le seul survivant. Il retourne à Athènes où les guerres médiques lui fournissent le sujet de thrènes et d'épitaphes. Il obtient cinquante-six victoires aux concours de dithyrambes et en 489 av. J.-C., remporte sur Eschyle la couronne pour une élégie composée en l'honneur des morts de Marathon. Selon Pausanias, au chapitre II de son Livre IX sur la Béotie, il y avait à l'entrée de Platée les tombeaux de ceux qui furent tués en combattant contre les Mèdes  et « les inscriptions en vers élégiaques [qui y sont] gravées, [seraient] de Simonide. ». Selon Hérodote, il est également l'auteur du distique élégiaque gravé sur une pierre aux Thermopyles, commémorant la célèbre bataille :

« ὦ ξεῖν᾿, ἀγγέλλειν Λακεδαιμονίοις ὅτι τῇδε
κείμεθα, τοῖς κείνων ῥήμασι πειθόμενοι. »

« Étranger, va dire à Lacédémone

Que nous gisons ici par obéissance à ses lois. »

— (trad. Philippe-Ernest Legrand)
En 476 av. J.-C., à l'âge de quatre-vingts ans, il est invité à la cour de Hiéron de Syracuse, où il sera suivi par son neveu Bacchylide et Pindare. Mort dix ans plus tard, il est enterré à Agrigente. D'une avarice impénitente sur ses vieux jours, il était raillé, et est devenu proverbial.
Selon la tradition grecque, il est le premier auteur d’épigrammes. Il passe pour avoir inventé l'Art de mémoire. La Souda lui attribue l'invention de quatre lettres de l'alphabet grec (ω, η, ξ, ψ). Il serait aussi le premier grand poète à avoir écrit des vers en vue de leur lecture plutôt que de leur récitation orale.

## Œuvre et postérité
La tradition fait de Simonide le premier poète à avoir chanté des hommes, et non des héros ou des dieux. Il aurait également été le premier à réclamer de l'argent pour ses vers, particulièrement pour ses épinicies (célébration d'une victoire athlétique). Il semble s'être plus attaché à y louer les dieux que l'athlète lui-même.
Ainsi, le commanditaire d'une épinicie, un boxeur (membre de la famille des Scopades), jugeant que Simonide s'inspirait davantage des Dioscures que de son exploit personnel, ne lui régla que le tiers de la somme convenue, lui demandant de s'adresser à chacun des Dioscures pour le reste. Par la suite, la légende, raconte qu'au cours d'un dîner où le poète avait, malgré le différend, été convié par ce dernier, un serviteur le prévint que deux mystérieux cavaliers l'attendaient sur le seuil, porteurs d'un pressant message... Les cavaliers n'étaient autres que les divins Dioscures, Castor et Pollux, venus le préserver du désastre qui fit s'effondrer, derrière lui, le toit de la demeure sur l'amphitryon indélicat et ses convives.
L'historienne anglaise Frances Yates, dans son traité L'Art de la mémoire de 1966, fait référence à Simonide en relevant que ses qualités d'observation et de mémorisation lui permirent, après l'effondrement de la salle, d'aider à l'identification des victimes aux corps très délabrées, par le souvenir précis qu'il avait de la position et de la vêture des invités dans la salle avant la catastrophe. Selon elle, c'est même cet incident qui aurait encouragé le poète à écrire le premier "traité sur la mémoire".
La plupart des épinicies ont été perdues, et seuls des fragments ont été conservés.
Simonide est un poète très apprécié dans l'Antiquité. Platon le cite fréquemment, Aristote le mentionne dans son Éthique à Nicomaque et le cite dans sa Métaphysique (A,2) , Xénophon en fait un des personnages de son Hiéron, et Denys d'Halicarnasse le donne comme modèle de simplicité dans sa Composition stylistique :
- Dans le dialogue Clitophon de Platon, lorsque Socrate définit la justice[13], il cite Simonide ;
- Platon le cite dans le Protagoras, pour qualifier un homme de bien, agissant selon l’excellence et le sens de la mesure, « [...] et d'une carrure irréprochable »[14], idée que reprend Aristote[15].
- Plutarque aussi cite Simonide dans ses Propos de table[16];

- La Fontaine évoque le personnage et sa légende dans sa fable Simonide préservé par les Dieux.

Simonide fut également un rival de Timocréon de Rhodes : on lui attribue une épitaphe satirique à son intention, à laquelle Timocréon répondit.
Souvent confondu avec Simonide d'Amorgos, dont on édita des fragments mêlés aux siens, et qui fut partiellement traduit par Leopardi.